# Хлебный нож
Хле́бный нож, хлеборезный нож, нож для хлеба или нож для хлеба и торта — специализированный кухонный нож, предназначенный для резки изделий из хлеба.
Эти ножи также используют для разделки фруктов с твёрдой кожурой и нежной мякотью, таких как ананасы, арбузы, дыни.

## Описание
Хлебный нож имеет длинное, широкое и прочное лезвие, немного сужающееся к рукояти или одинаковой ширины по всей своей длине. Кончик лезвия — не заострён, а закруглён или срезан под прямым углом к режущей кромке. Современные ножи для хлеба имеют волнообразную (так называемый «скаллопед») или серрейторную заточку, которая позволяет «распиливать» твёрдую хлебную корку и разрезать мякоть, не сминая её.
Длина клинка такого ножа обычно составляет 25—30 сантиметров, однако хлебные ножи, которые выпускают в наборах кухонных ножей, могут быть короче длиной 15—20 сантиметров.

## История
До конца XIX века для нарезки хлеба употребляли ножи с лезвием прямой или волнообразной заточки. Один из первых хлебных ножей с серрейторной заточкой был представлен на Всемирной Колумбийской выставке в Чикаго в 1893 году немецкой компанией «Friedrich Dick».
В 1921 году Джозеф Бёрнс запатентовал в США хлебный нож с достаточно специфичной серрейторной заточкой. Однако этот тип заточки не подлежал ремонту и исправлению.
В 1930-х годах серийный выпуск ножей для хлеба с серрейторной заточкой начал Карл Гуде. Длина этих ножей составляла 32 сантиметра, ширина — 47 миллиметров, толщина обуха — 4 миллиметра, а вес — 400 грамм. Ножи начали пользоваться популярностью, однако их размеры не устраивали многих покупателей, поэтому через некоторое время компания Карла Гуде начала выпускать уменьшенные варианты хлебных ножей длиной 20 сантиметров.
В СССР для промышленной резки хлеба применяли хлебные ножи с широким коротким клинком, сужающимся к рукояти. Широкое полотно клинка служило для направления линии отреза хлеба. Такие ножи требовали заточки каждые 6 часов работы.